# Cracktrack-Gletscher
Der Cracktrack-Gletscher ist ein Gletscher im ostantarktischen Viktorialand. Vom Zentrum der Homerun Range fließt er in westlicher Richtung in den oberen Abschnitt des Tucker-Gletschers in den Admiralty Mountains.
Der Gletscher diente der geologischen Mannschaft um Robert H. Findlay im Rahmen einer von 1981 bis 1982 dauernden Kampagne des New Zealand Antarctic Research Program als Aufstiegsroute zum Field-Firnfeld. Namensgebend war der Umstand, dass der Mannschaft hier die Gleiskette eines Motorschlittens riss und provisorisch repariert werden musste.